# Владоје
Владоје је српскохрватско мушко име, настало од словенског елемента влад што значи „владати, владар“ и суфикса -оје. У српском друштву сведочан је још од средњег века. Патронимско презиме Владојевић је изведено из имена. Може се односити на следеће особе:
- Владоје (тепчија) (?–после 1326), српски племић
- Владоје Дукат (1861–1944), хрватски академик